# Самуйлово (Гагарінський район, село)
Самуйлово (рос. Самуйлово) — село Гагарінського району Смоленської області Росії. Входить до складу Самуйловського сільського поселення.
Населення — 368 осіб. 